# Reprezentacja Portugalii w piłce nożnej kobiet
Reprezentacja Portugalii w piłce nożnej kobiet – zespół piłkarski, biorący udział w imieniu Portugalii w meczach i międzynarodowych turniejach sportowych, powoływany przez selekcjonera, w którym mogą występować wyłącznie zawodniczki posiadające obywatelstwo portugalskie. Za jego funkcjonowanie odpowiedzialny jest Portugalski Związek Piłki Nożnej.

## Igrzyska olimpijskie
| Edycja | Wynik                   |
| ------ | ----------------------- |
| 1996   | nie zakwalifikowała się |
| 2000   | nie zakwalifikowała się |
| 2004   | nie zakwalifikowała się |
| 2008   | nie zakwalifikowała się |
| 2012   | nie zakwalifikowała się |
| 2016   | nie zakwalifikowała się |
| 2020   | nie zakwalifikowała się |
| 2024   | nie zakwalifikowała się |
| 2028   |                         |
| 2032   |                         |

## Mistrzostwa Świata
| Edycja | Wynik                   |
| ------ | ----------------------- |
| 1995   | nie zakwalifikowała się |
| 1999   | nie zakwalifikowała się |
| 2003   | nie zakwalifikowała się |
| 2007   | nie zakwalifikowała się |
| 2011   | nie zakwalifikowała się |
| 2015   | nie zakwalifikowała się |
| 2019   | nie zakwalifikowała się |
| 2023   | Faza Grupowa            |

## Mistrzostwa Europy
| Edycja | Wynik                   |
| ------ | ----------------------- |
| 1991   | Ćwierćfinał             |
| 1993   | nie zakwalifikowała się |
| 1995   | nie zakwalifikowała się |
| 1997   | nie zakwalifikowała się |
| 2001   | nie zakwalifikowała się |
| 2005   | nie zakwalifikowała się |
| 2009   | nie zakwalifikowała się |
| 2013   | nie zakwalifikowała się |
| 2017   | Faza Grupowa            |
| 2022   | Faza Grupowa            |
| 2025   | Faza Grupowa            |

## Obecny skład
Stan na 6 sierpnia 2023
| Poz. | Imię i nazwisko       | Data urodzin         | Klub                               |
| ---- | --------------------- | -------------------- | ---------------------------------- |
| BR   | Rute Costa            | 1 czerwca 1994       | SL Benfica                         |
| BR   | Inês Pereira          | 26 maja 1999         | Servette FC                        |
| BR   | Patricia Morais       | 17 czerwca 1992      | SC Braga                           |
| BR   | Ines Teixeira Pereira | 26 maja 1999         | Servette FC                        |
|      |                       |                      |                                    |
| OB   | Catarina Amado        | 21 lipca 1999        | SL Benfica                         |
| OB   | Carole Costa          | 3 maja 1999          | SL Benfica                         |
| OB   | Joana Marchão         | 24 października 1996 | Parma                              |
| OB   | Lúcia Alves           | 22 października 1997 | SL Benfica                         |
| OB   | Diana Gomes           | 26 lipca 1998        | Sevilla FC                         |
| OB   | Silvia Rebelo         | 20 maja 1989         | SL Benfica                         |
| OB   | Ana Rita Seiça        | 25 marca 2001        | SL Benfica                         |
| OB   | Alícia Correia        | 29 kwietnia 2003     | Sporting CP                        |
| OB   | Bruna Costa           | 10 kwietnia 1990     | Sporting CP                        |
|      |                       |                      |                                    |
| PO   | Francisca Nazareth    | 17 listopada 2002    | SL Benfica                         |
| PO   | Tatiana Pinto         | 28 marca 1994        | Levante UD                         |
| PO   | Andreia Faria         | 19 kwietnia 2000     | SL Benfica                         |
| PO   | Dolores Silva         | 7 sierpnia 1991      | SC Braga                           |
| PO   | Andreia Jacinto       | 8 czerwca 2002       | Real Sociedad                      |
| PO   | Fátima Pinto          | 16 stycznia 1996     | Sporting CP                        |
| PO   | Suzane Pires          | 17 sierpnia 1992     | Associação Ferroviária de Esportes |
| PO   | Joana Martins         | 4 października 2000  | Sporting CP                        |
| PO   | Ana Rute              | 29 stycznia 1998     | SC Braga                           |
|      |                       |                      |                                    |
| NA   | Jessica Silva         | 11 grudnia 1994      | SL Benfica                         |
| NA   | Diana Silva           | 4 czerwca 1995       | Sporting CP                        |
| NA   | Andreia Norton        | 15 sierpnia 1996     | SL Benfica                         |
| NA   | Telma Encarnação      | 11 października 2001 | CS Marítimo                        |
| NA   | Ana Borges            | 15 czerwca 1990      | Sporting CP                        |
| NA   | Ana Capeta            | 22 grudnia 1997      | Sporting CP                        |
| NA   | Carolina Mendes       | 27 listopada 1987    | SC Braga                           |
| NA   | Vanessa Marques       | 12 kwietnia 1996     | SC Braga                           |
| NA   | Ana Dias              | 2 października 1987  | Zenit Petersburg                   |
| NA   | Kelsey Araujo         | 3 kwietnia           | Le Havre AC                        |